# Tatu-de-quinze-quilos
O tatu-de-quinze-quilos (Dasypus kappleri) é uma espécie de tatu da família dos dasipodídeos. Ocorre na Bolívia, Brasil, Peru, Equador, Colômbia, Venezuela, Guiana, Suriname e Guiana Francesa. Tem hábitos noturnos e solitários e vive junto de pântanos e rios. Alimenta-se principalmente de artrópodes.

## Nomes vernáculos
- Língua kwazá[4]: harurai